# Єщенко Володимир Миколайович
Володимир Миколайович Єщенко — український політик. Народився 25 серпня 1949. Член КПУ (з 1971); 1-й секретар Черкаської ОК КПУ; член ЦК КПУ.

## Життєпис
Народився 25 серпня 1949 в місті Потсдам, Німеччина; українець. 
Закінчив Київський політехнічний інститут, приладобудівничий факультет (1967–1973), інженер-механік, та Київський інститут політології і соціального управління (1989–1992), політолог. 
З 03.1966 — робітник, шліфувальник, з 09.1971 — секретар комітету комсомолу, Черкаський завод «Фотоприлад». 
З 10.1973 — служба в армії, Група радянських військ в Німеччині. 
З 11.1974 — майстер, старший майстер, керівник відділу, з 10.1980 — секретар парткому, Черкаського заводу «Фотоприлад». 
З 03.1985 — 2-й секретар, з 11.1990 — 1-й секретар, Черкаського МК КПУ. 
З 11.1991 — керівник відділу, Черкаського заводу «Фотоприлад». 
07.1997–05.1998 — заступник директора з кадрів і режиму, Науково-виробничий комплекс «Фотоприлад». 

## Сім'я
- Батько Микола Іванович (1921) — пенсіонер;
- мати Антоніна Яківна (1923–1996);
- дружина Валентина Василівна (1947) — пенсіонер;
- син Олександр (1973) — інженер I категорії НВК «Фотоприлад».

## Політична діяльність
Народний депутат України 3 скликання 03.1998–04.2002 від КПУ, № 19 в списку. На час виборів: заступник директора з кадрів і режиму Черкаського НВК «Фотоприлад», член КПУ. Член Комітету з питань промислової політики (з 07.1998), член фракції КПУ (з 05.1998).
Народний депутат України 4 скликання  04.2002–04.2006 від КПУ, № 39 в списку. На час виборів: Народний депутат України, член КПУ. Член фракції комуністів (з 05.2002), член Комітету з питань промислової політики та підприємництва (з 06.2002).
03.2006 кандидат в народний депутат України від КПУ, № 41 в списку. На час виборів: Народний депутат України, член КПУ.

## Інше
Захоплення: філателія.
Помер 18.01.2006.